# 국가서지 LOD
국가서지 LOD는 국립중앙도서관에서 제공하는 공공 데이터 개방 서비스이다.
국립중앙도서관은 국가대표도서관으로서 국가지식 정보자원을 망라적으로 수집하며, 이 자원에 대한 정보를 국가서지로 체계화하고 있다.
이렇게 구축된 국가서지 데이터를 정보수요자가 필요에 따라 활용할 수 있도록 표준형식에 맞게 개방하여 데이터 중심의 의미적 연결성을 확보하고 다양한 웹 자원과 자유롭게 연계, 융합하여 도서관 및 웹 데이터를 더욱 풍부하게 만드는 기반을 조성하고자 개방형 연결 데이터(Linked Open Data)로 발행하여 제공하고 있다.

## 데이터 구성
국가서지 LOD에서 서비스 되는 데이터는 국립중앙도서관의 서지 및 주제명, 저자명과 전국의 도서관 정보를 기존의 (KOR)MARC 또는 DBMS에서 RDF 형식으로 변환하여 웹상에 Linked Open Data 형식으로 발행된다. 각 데이터셋을 다운로드 할 수 있도록 트리플 단위로 제공할 뿐 아니라, 온라인 목록 형태로도 표출한다.
발행 데이터는 JSON, RDF/XML, Turtle, N3, nTriple과 같은 다양한 기계가독형 데이터 형식으로 제공한다.

### URI 체계
국가서지 LOD에서 식별을 위해 사용하는 URI 체계는 다음과 같다.
- 인스턴스 체계 : http://lod.nl.go./resource/<id>
- Class & Property 체계 : http://lod.nl.go.kr/ontology/<name>
- 가독성 URI 체계 (주제명) : http://lod.nl.go.kr/subject/<주제명>
- 가독성 URI 체계 (저자명) : http://lod.nl.go.kr/author/<저자명>
- 기타 : http://lod.nl.go.kr/<type> /<id or name>

### 온톨로지
국립중앙도서관의 데이터를 RDF로 표현하기 위한 온톨로지 스키마로 BIBO, SKOS, FOAF를 활용하였다. 서지 데이터는 bibo:Document 클래스를 기반으로 각각의 분류에 맞게 생성하였으며, 주제명은 SKOS, 저자명은 FOAF를 기반으로 표현하였다.

### SPARQL Endpoint
국가서지 LOD 정보에 질의를 통해 접근 할 수 있도록 SPARQL Endpoint를 제공한다. 

### 데이터셋(dataset)
국가서지 LOD는 다음과 같은 데이터셋으로 구성되어 있다.
- 국립중앙도서관 LOD 서지(단행물, 연속간행물, 온라인자료, 학술기사)
- 국립중앙도서관 LOD 저자명
- 국립중앙도서관 LOD 주제명
- 국립중앙도서관 LOD 도서관 정보
- 국립중앙도서관 LOD 인터링킹 정보

## 응용 서비스
국가서지 LOD에서는 발행한 데이터의 활용 사례로 다양한 응용 서비스를 제공하고 있다.

### 데이터 컬렉션
데이터 컬렉션은 국립중앙도서관의 국가서지 LOD에 SPARQL 질의를 적용하여 구성한 서비스이다. 특정 주제나 자료의 형태 등 사용자의 요구에 맞는 메타데이터를 추출하여 컬렉션 목록을 제공한다. 현재 ‘사진으로 보는 저자’, ‘어린이 문학상 컬렉션’, ‘전시도록 컬렉션’, ‘시청각자료 컬렉션’ 등이 있다.

### 대한민국 도서관 지도
국가서지 LOD에서 제공하는 도서관 정보와 지도를 결합하여 제공하는 서비스이다. 책 제목이나 ISBN 검색을 통해 찾고자 하는 자료의 위치 정보를 알려준다. 각 도서관의 위치, 관종구분, 휴관일, 홈페이지 등의 정보도 확인할 수 있다.

### 고신문 디지털 컬렉션
고신문 디지털 컬렉션은 국립중앙도서관이 보유한 고신문을 LOD 기반의 기계 질의를 통해 기사 단위로 구축한 목록이다. 일제강점기, 군정기, 독립운동, 해방 등 시대별 및 주제별 탐색을 제공한다.

### KDC 주제별 탐색
국립중앙도서관의 단행본 메타데이터에 KDC(한국십진분류법)에 따라 체계적으로 접근할 수 있는 탐색 브라우저이다. KDC 4, 5, 6판의 트리를 제공하며, 각 판별 분류 트리를 통해 목(目)구분(1000구분)까지 탐색 할 수 있다.

### 사서추천도서 LOD
사서추천도서 LOD는 국립중앙도서관과 공공도서관 사서들이 이용자를 위해 직접 작성한 추천도서와 서평을 웹에서 쉽게 활용할 수 있는 LOD 데이터로 제공하는 서비스이다. 

## LODAC (Linked Open Data Annual Conference)
국립중앙도서관에서는 국가서지 LOD와 연계하여 매년 LODAC(Linked Open Data Annual Conference)를 개최한다. 공공 데이터, 링크드 데이터와 더불어 인공지능이나 loT 등 데이터 기반의 다양한 주제들에 대해서 논의하며, LOD 활용을 위한 워크숍도 열린다. 2020년에는 ‘POST COVID-19, WITH COVID-19’라는 주제로 온라인 개최되었다.